# Aviació Militar Veneçolana
L'Aviació Militar Bolivariana, oficialment Aviació Militar Nacional Bolivariana, és un dels quatre components de la Força Armada Nacional Bolivariana l'objectiu de la qual és el de protegir l'espai aeri de Veneçuela. L'Aviació Militar té per missió assegurar la Defensa Nacional per mitjà del domini de l'espai aeri, contribuir al manteniment de l'ordre intern i participar activament en el desenvolupament del país, emprant El Poder Aeri Nacional per a garantir la integritat territorial, la independència i la sobirania de la nació.
El component de la Força Armada Nacional, aquest està conformat per una sèrie d'unitats operatives, instal·lacions i establiments de suport que tenen per objecte la defensa dels espais aeroespacials de la nació.

## Organització

Escarapel·la de l'Aviació Militar Veneçolana.

Les unitats operatives de l'aviació militar estan representades pels comandos, grups i zones aèries, així com els esquadrons, esquadrilles i patrulles. També compta amb una sèrie d'edificacions o instal·lacions necessàries per a desenvolupar les seues funcions, com ho són: 
- Les bases aèries
- Les instal·lacions fixes per als instituts.
- Els centres educatius i d'ensinistrament.
- Dipòsits.
- Tallers.
- Edificacions logístiques, entre altres instal·lacions.